# Жовток

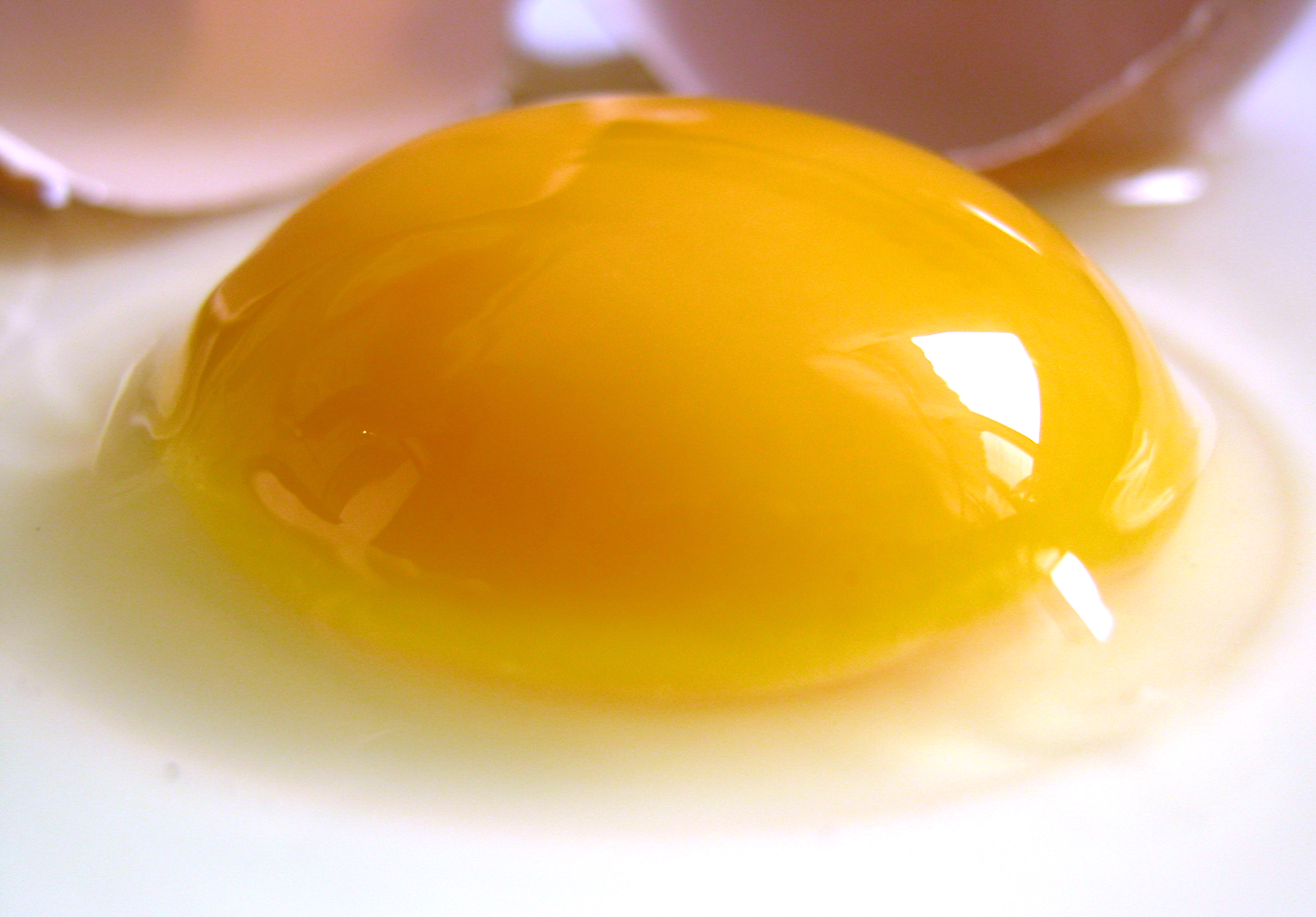
Жовток, оточений яєчним білком

Жовто́к (дейтопла́зма) — поживні речовини, що накопичуються в яйцеклітині тварин і людини у вигляді зерен або пластинок, які іноді зливаються в суцільну жовткову масу (у комах, кісткових риб, птахів та інших організмів).
Жовток виявлений в яйцеклітинах всіх тварин і людини, але його кількість і розподіл значно варіюють. У яйцях з малою кількістю жовтка жовточні зерна розподіляються в цитоплазмі рівномірно (ізолецитальні яйця). У яйцях з великою кількістю жовтка жовточні зерна скупчуються або в вегетативної частини яйця (телолецитальні яйця), або в центральній частині цитоплазми — навколо ядра (центролецитальні яйця). Від кількості і розподілу жовтка залежить тип дроблення яєць. За хімічною природою розрізняють три головні різновиди жовтка: білковий, жирової і вуглеводний, однак у більшості тварин зерна жовтка мають складний хімічний склад і містять білки, жири, вуглеводи , рибонуклеїнової кислоту, пігменти і мінеральні речовини. Наприклад, жовток у курячому яйці, що завершив своє формування, містить 23% нейтрального жиру, 16% білка, 11% фосфоліпідів, 1,5% холестерин а і 3% мінеральних речовин. У синтезі та накопиченні жовтка беруть участь різні органели яйцеклітини: комплекс Гольджі, ендоплазматична мережа, мітохондрії.
У багатьох тварин білковий компонент жовтка синтезується поза яєчником і надходить в яйцеклітину шляхом піноцитозу. У деяких безхребетних тварин жовток може накопичуватися також у спеціальних клітинах яєчника — жовткові клітинах, за рахунок яких живиться і розвивається зародок.